# Cephaloleia latipennis
Cephaloleia latipennis es un coleóptero de la familia Chrysomelidae.
Fue descrita científicamente en 1928 por Pic.